# Piazzatorre
Piazzatorre är en ort och kommun i provinsen Bergamo i regionen Lombardiet i Italien. Kommunen hade 387 invånare (2018).